# Zavlekov (sýpka)
Sýpka v Zavlekově je tvrz přestavěná na sýpku v Zavlekově v okrese Klatovy. Založena byla ve druhé polovině šestnáctého století a již o sto let později byla opuštěna. V osmnáctém století budovu tvrze upravili na sýpku, která je od roku 1964 chráněna jako kulturní památka.

## Historie
Na počátku šestnáctého století v Zavlekově zanikla tzv. stará tvrz. Jan Chanovský Dlouhoveský z Dlouhé Vsi, který panství koupil v roce 1544, si poté nechal postavit nové panské sídlo. První písemná zmínka o nové tvrzi však pochází až z roku 1626. Janovi synové Přibík, Jiřík, Diviš Pačina a Bedřich se roku 1595 rozdělili o dědictví po otci. Zavlekov si rozdělili mezi sebe s tím, že se postupně budou střídat v každoroční volbě nového rychtáře. Na tvrzi sídlil Jiří, který se roku 1613 stal jediným pánem v Zavlekově, protože ostatní bratři do té doby zemřeli. V letech 1618–1620 se zúčastnil stavovského povstání, za což byl roku 1623 odsouzen ke změně svobodného statku na královské manství. Jiřího stejnojmenný syn dosáhl roku 1640 u krále Ferdinanda III. propuštění z manství a obnovy svobodného statku. Musel však zaplatit manskou kvótu ve výši tisíc zlatých. Poté mu byl Zavlekov roku 1646 zapsán do desk zemských. V roce 1669 prodal Zavlekov se vsí Vlčnov Divišovi Lvovi Žákavci z Žákavy.
Další majitelkou Zavlekova se roku 1689 stala Lidmila Veronika Doudlebská z Doudleb, rozená Kalenicová z Kalenic, která jej roku 1707 prodala Adamu Humprechtovi Fortunátovi Kocovi z Dobrše. Ten ji vlastnil jen dva týdny a poté ji o tři tisíce zlatých levněji prodal Jindřichu Vinklerovi z Heimfelda na Radnicích a Březině, po němž statek zdědila vdova Lidmila Konstancie, rozená z Bubna a Litic. Také další majitelé se rychle střídali. Roku 1715 jej získal Václav Maxmilián Vidršpergár z Vidršpergu a od něj panství následujícího roku koupila svobodná paní Anna Františka Barbora z Lanova. Zavlekov odkázala svému manželovi Bedřichu Bohuslavovi Serinovi z Eichenau na Svojšicích. Ten statek v roce 1738 prodal Petrovi Eusebiovi Radeckému z Radče, který jej držel po dobu šestnácti měsíců. V roce 1739 se majitelem stal Václav Marian z Petynku, který statek připojil k nalžovskému panství. Zavlekovská tvrz zanikla snad již během sedmnáctého století, protože při pozdějších majetkových převodech už nebyla uváděna.

## Stavební podoba
Tvrz stála v blízkosti bývalého panského dvora, který ve dvacátém století využívalo jednotné zemědělské družstvo. V průběhu osmnáctého století byla upravena na sýpku. Budova sýpky má dvě patra, přičemž první a druhé patro osvětlují malá obdélníková okénka. Novodobý vstup se nachází v jedné z bočních stěn, ale v průčelí obráceném do silnice se dochoval pravoúhlý pozdně gotický portál bývalé tvrze.